# Asiloidea
Asiloidea compreende uma grande superfamília de insetos na ordem Diptera, conhecidas como moscas verdadeiras. Ela tem uma distribuição cosmopolita, ocorrendo em todo o mundo.

## Descrição
Estas moscas podem ser reconhecidas pelas seguintes características: antena com não mais que 4 flagelômeros, empódio da perna geralmente setiforme ou ausente; asa com cálice celular alongado e veia CuA2 terminando livremente na margem da asa ou encontrando-se com a veia A1 na margem da asa ou próximo a ela. Nas famílias Mydidae, Apioceridae e Asilidae, a cabeça é pelo menos ligeiramente côncava entre os olhos e os ocelos, e ambos os sexos são dicópticos (com uma separação clara entre os olhos). Em Therevidae, Apsilocephalidae e Scenopinidae, os machos são geralmente holóticos (os olhos se encontram no topo da cabeça).
As larvas conhecidas desta superfamília têm espiráculos posteriores surgindo dorsalmente do penúltimo segmento abdominal, tornando esta característica uma sinapomorfia. No entanto, as larvas da maioria dos asiloides são desconhecidas e esta característica também aparece em outras superfamílias. Outra característica possuída pela maioria dos asiloides (exceto Bombyliidae e Hilarimorphidae) é o crânio larval modificado em uma haste metacefálica articulada.

## Ecologia
Os adultos geralmente visitam as flores para se alimentar, enquanto as larvas geralmente vivem no substrato e são predadoras. Há duas exceções a essa regra: as famílias Bombyliidae (larvas parasitoides de outros insetos) e Asilidae (adultos predadores). As moscas asiloides são distribuídas em todo o mundo, com sua maior diversidade ocorrendo em áreas áridas e arenosas.

## Taxonomia
A família engloba as seguintes famílias:
- Apioceridae
- Apsilocephalidae
- Apystomyiidae
- Asilidae
- Bombyliidae
- Evocoidae
- Hilarimorphidae
- Mydidae
- Mythicomyiidae
- Scenopinidae
- Therevidae